# آي ويوي
(Ai Weiwei) ولد في 18 أيار سنة 1957, وهو فنان صيني معاصر، مجالات عمله النحت والتنصيب والعمارة والتقييم والتصوير والسينما والنقد الاجتماعي والسياسي والثقافي. ساهم آي مع المعماريين السويسريين هيرزوغ ودي ميرون كمستشار فني في بناء ملعب بكين الوطني المشيد من أجل بطولة 2008. كناشط سياسي، يعتبر آي ويوي ناقداً بارزاً لمواقف الحكومة الصينية المتعلقة بالديمقراطية وحقوق الإنسان. حقق في فساد الحكومة وخباياها، خصوصاً في فضيحة المدارس المتضررة في زلزال سيشوان. وقد قامت السلطات الصينية باعتقاله سنة 2011 في مطار بكين في الثالث من نيسان حيث احتجز لأكثر من شهرين دون توجيه أي تهمة رسمية ضده بحجة ارتكاب ما سمته بجرائم اقتصادية.

صنفته مجلة «آرت ريفيو» الشهيرة في تشرين الأول سنة 2011 على رأس قائمتها السنوية لأكثر الفنانين قوة وتأثيراً. غير أن الحكومة الصينية انتقدت هذا التصنيف. وجاء رد وزير الخارجية الصيني كالتالي: «في الصين فنانون أكثر كفاءة. ونحن نرى أن تصنيفاً مبنياً على أسس سياسية قرار ينتهك أهداف المجلة.»

## روابط خارجية
- آي ويوي على موقع IMDb (الإنجليزية)
- آي ويوي على موقع ميتاكريتيك (الإنجليزية)
- آي ويوي على موقع الموسوعة البريطانية (الإنجليزية)
- آي ويوي على موقع روتن توميتوز (الإنجليزية)
- آي ويوي على موقع مونزينجر (الألمانية)
- آي ويوي على موقع ألو سيني (الفرنسية)
- آي ويوي على موقع ميوزك برينز (الإنجليزية)
- آي ويوي على موقع أول موفي (الإنجليزية)
- آي ويوي على موقع إن إن دي بي (الإنجليزية)
- آي ويوي على موقع ديسكوغز (الإنجليزية)